# キア・ジョイス
ジョイス（JOICE）及びカースター（CARSTAR）は、大韓民国の自動車メーカー、起亜自動車によって製造・販売されていた5ドアミニバン型の普通乗用車（韓国における区分では中型車、欧州における区分ではDセグメント）である。

## 初代 型式: DS-II型（1999年4月 - 2002年10月）
1999年（平成11年）4月15日
発売。製造は現代精工が担当。プロジェクト名『DS-II』として開発を開始し、当初は現代精工がヒュンダイ・サンタモの後継車種として進行させていたものの、現代精工は初代の製造を継続し、カレンスとカーニバルを始め、ミニバン市場で地位を確立していた同社を通じ販売する事とした。韓国市場においては『カースター』、輸出市場においては『ジョイス』と命名した。原動機はL4CP型1,997cc直4 SOHCベルト駆動8バルブ自然吸気LPG及びG4CP型1,997cc直4 DOHCベルト駆動16バルブ自然吸気ガソリンの2機種を設定し、6名乗り及び7名乗りを設定した。LX系には、AQS全自動エアコン、イコライザー機能付CDPオーディオ、電子式走行情報システム（オプション設定）等を搭載した。
スローガンは『Win・Win』。
2001年（平成13年）1月
2001年MYを発売。サンルーフ、木目調ステアリング・ホイールをオプション設定し、全車運転席エアバッグを標準装備とした。また最高出力を向上させ、オートチョークとした。
2002年（平成14年）10月
自動車排出ガス規制の未適合に伴い、カレンスに統合される形で製造終了。

### グレード構成
- GX - 普及グレード（MT車: 1460万ウォン/約149万円、AT車: 1583万ウォン/約161万円）
  - LPG GX（7名乗り）
- LX - 高級グレード（MT車: 1625万ウォン/約165万円、AT車: 1748万ウォン/約178万円）
  - LPG LX（7名乗り）
  - ガソリンLX（6名乗り）
  - ガソリンLX（7名乗り）

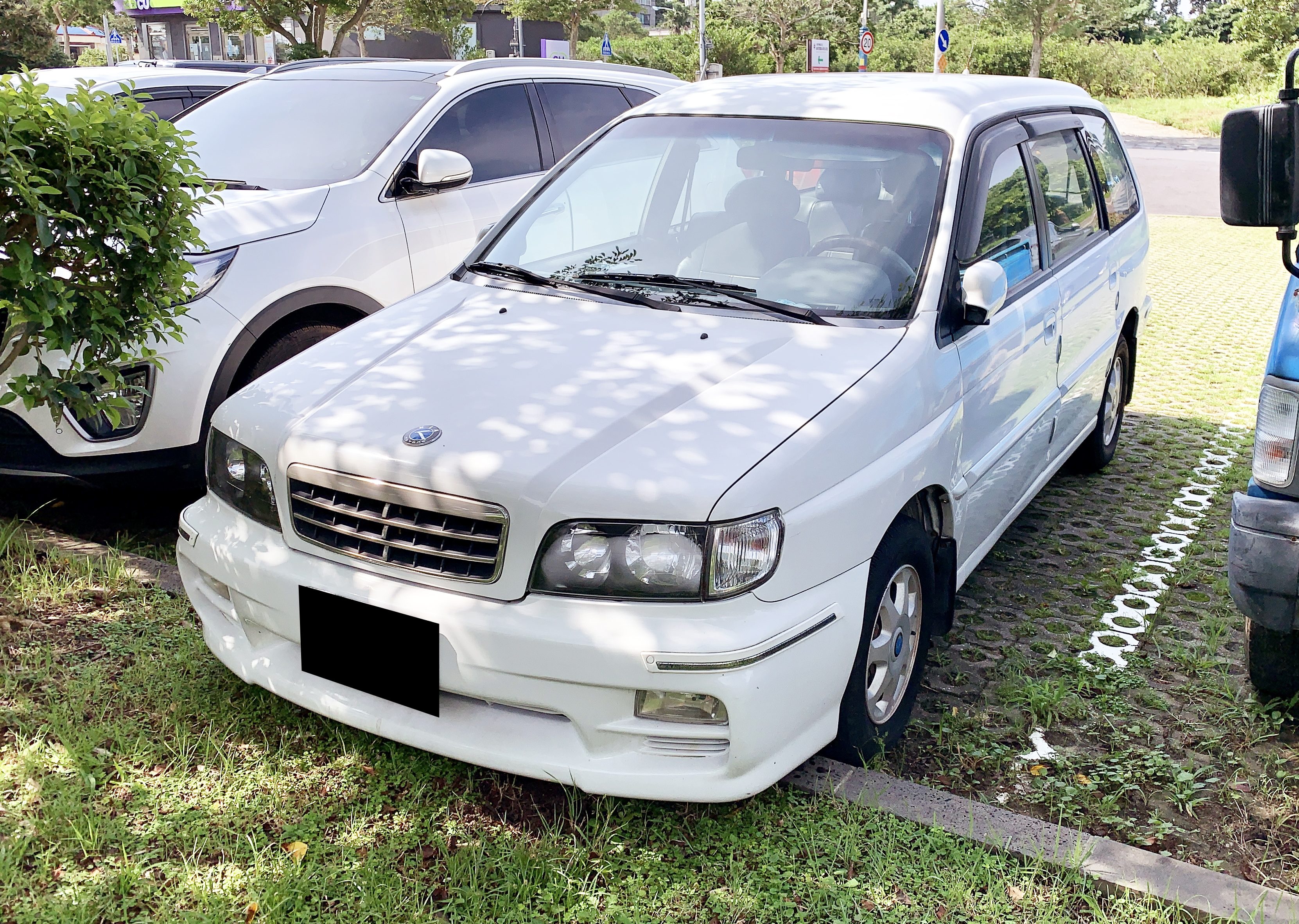
カースター 2001年1月改良型 フロント
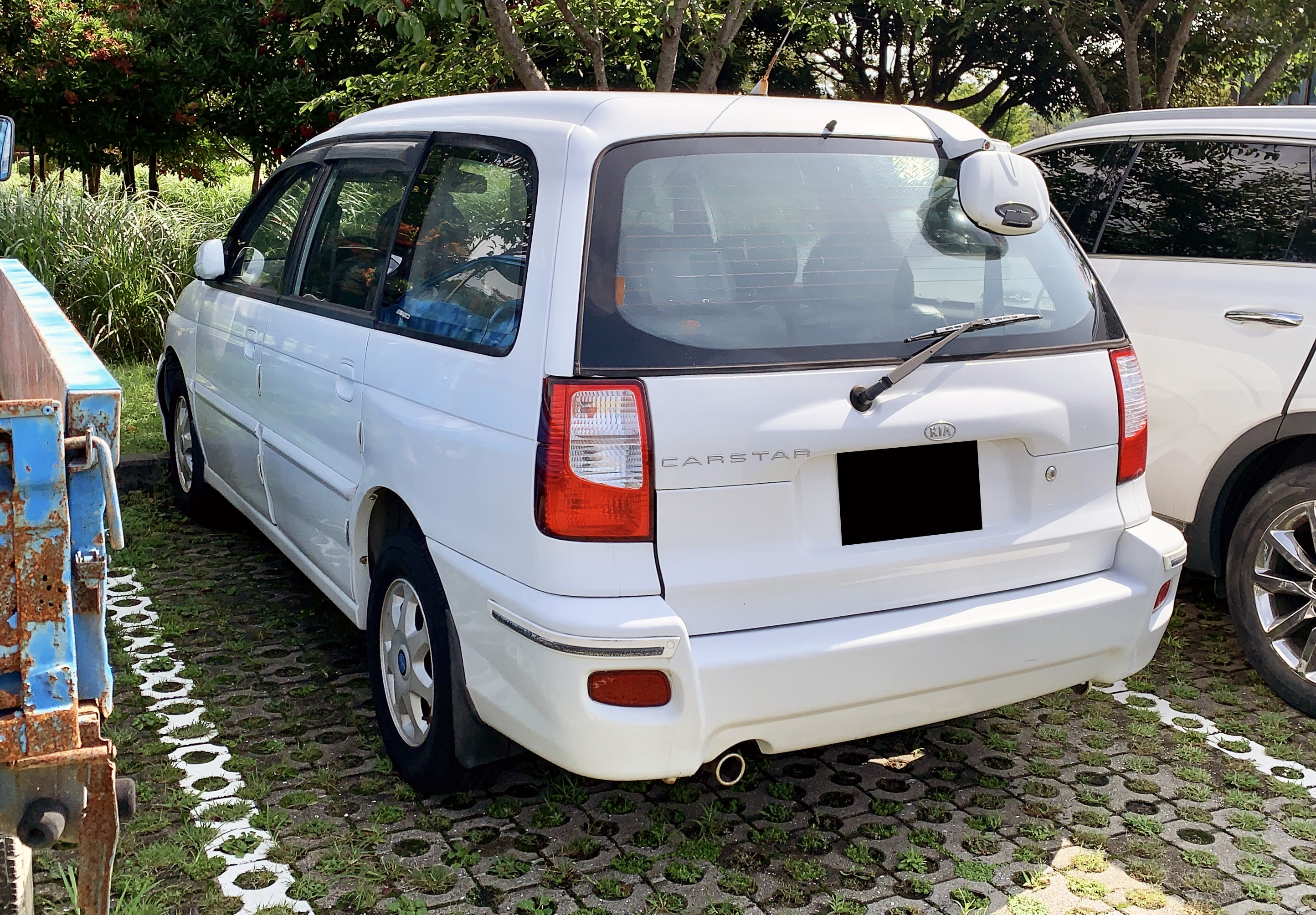
カースター 2001年1月改良型 リア
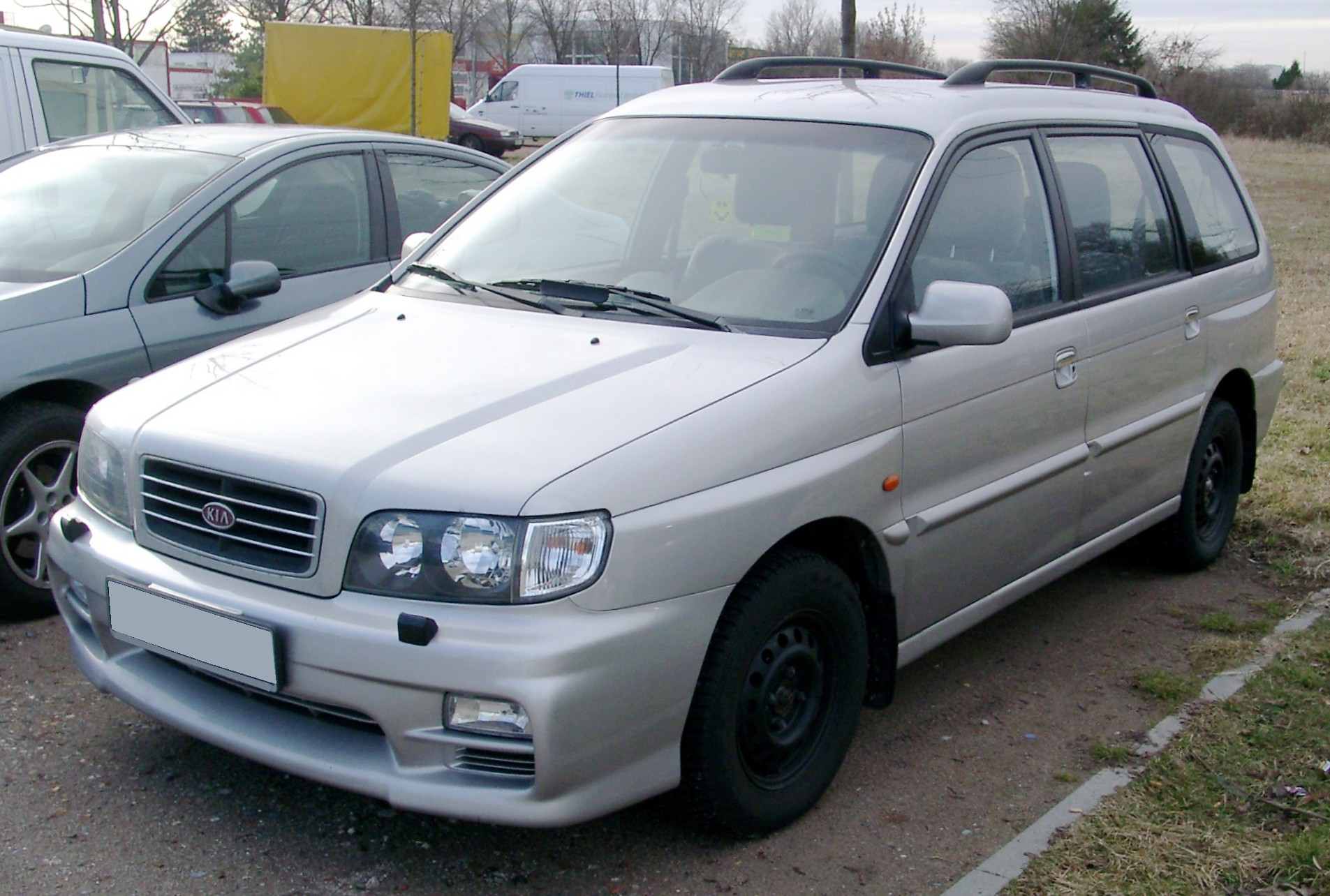
ジョイス 1999年4月初期型 フロント
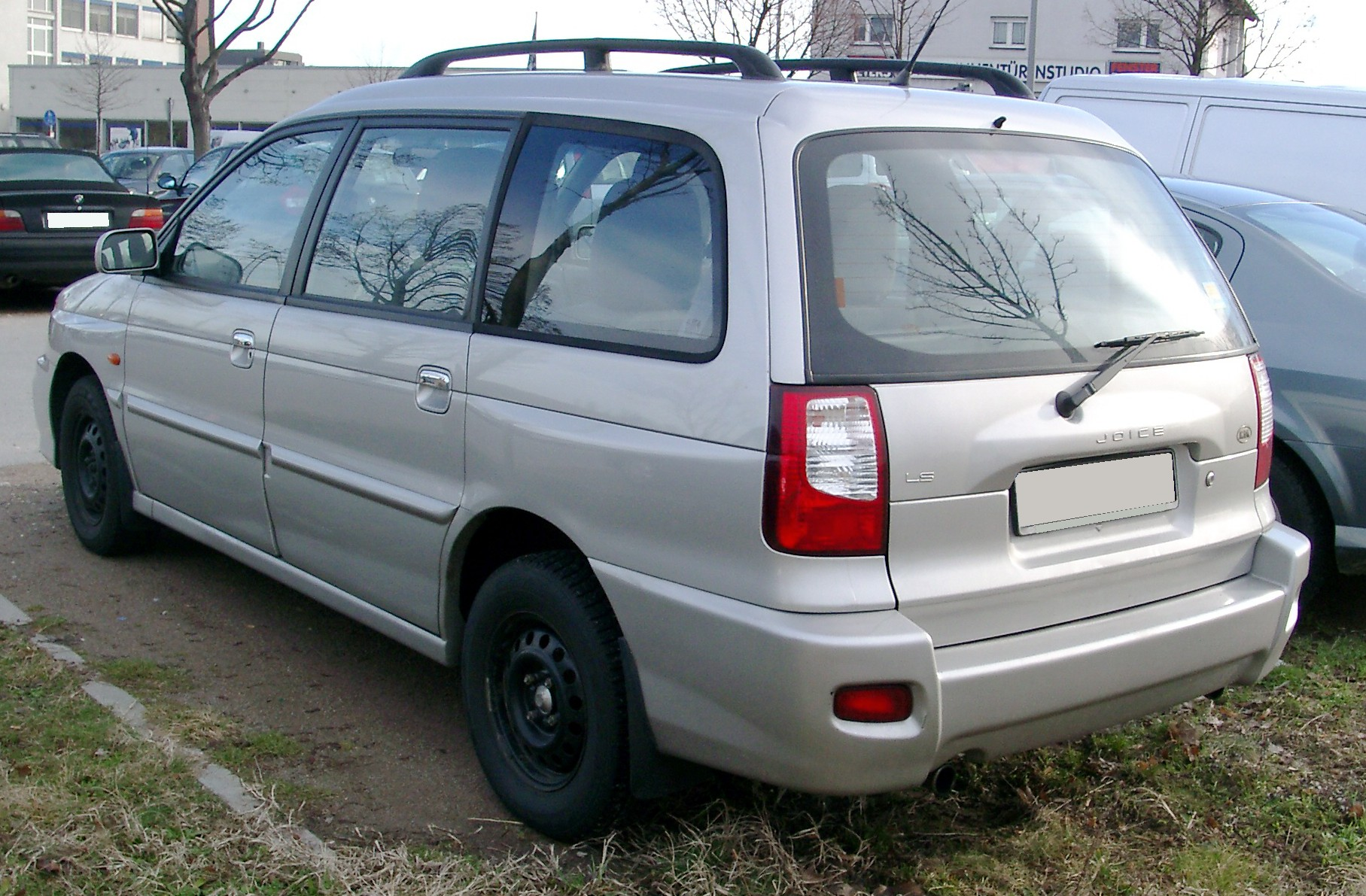
ジョイス 1999年4月初期型 リア

## 車名の由来
- 『ジョイス』は、不明。
- 『カースター』は、英語でクルマを意味する『Car』（カー）と、英語で星を意味する『Star』（スター）の合成語であり、『クルマの中で1番』を意味する。